# River Raid
River Raid è un videogioco sparatutto a scorrimento verticale progettato e sviluppato da Carol Shaw, e pubblicato da Activision nel 1982 per la console Atari 2600. Successivamente Activision pubblicò conversioni per Atari 5200, ColecoVision, Intellivision, Commodore 64, IBM PCjr, MSX, ZX Spectrum e i computer Atari 8-bit.
Nel 1988 Activision pubblica River Raid II. Questo seguito, programmato da David Lubar, ha una giocabilità simile, ma con un differente scenario e una maggiore difficoltà.

## Modalità di gioco
Con una visuale dall'alto e scorrimento verso l'alto, il giocatore pilota un jet sopra un fiume detto "Fiume del Non Ritorno", in una incursione dietro le linee nemiche.
Il jet del giocatore può muoversi a destra e sinistra, mentre muovendo il joystick in su accelera e muovendolo in giù decelera.
Il giocatore guadagna punti colpendo:
- petroliere - 30 punti
- elicotteri - 60 punti
- sebatoi di carburante - 80 punti
- jet nemico - 100 punti
- ponti - 500 punti (sbarrano la strada e segnano la fine di un livello)
- mongolfiera - 60 punti (non presente nella versione per Atari 2600)
- elicottero che spara - 150 (non presente nella versione per Atari 2600)
- ponte con carro armato - 750 (non presente nella versione per Atari 2600)

Il jet esplode se entra in collisione con tutto, tranne con i serbatoi di carburante. Anche gli argini del fiume vanno evitati; il jet deve sempre sorvolare la superficie del fiume come se fosse una strada, con strettoie e biforcazioni.
Nel caso finisca il carburante il jet si schianta. È possibile fare rifornimento di carburante, sorvolando i serbatoi lungo il fiume. Più lentamente si sorvolano, più carburante sarà possibile acquisire.
Nelle versioni non-Atari 2600, i carri armati lungo il terreno che costeggia il fiume sparano al jet del giocatore.
A differenza di altri sparatutto, in River Raid (nella versione per Atari 2600) nessuno dei nemici spara.
Il gioco termina se si finiscono i jet oppure si raggiunge 1.000.000 di punti.

## La tecnica usata
Per i suoi tempi, River Raid disponeva di una gran quantità non casuale di scenario generato, nonostante i limiti di memoria dovuti ai 4kb utilizzati.
Il codice del gioco non aveva in memoria la sequenza del terreno e degli oggetti da visualizzare. Il tutto veniva gestito da un algoritmo chiamato registro a scorrimento a retroazione lineare con un vettore a codifica fissa. A causa di questo valore iniziale a codifica fissa, l'algoritmo genera lo stesso identico scenario ogni volta che viene riavviato.
L'intelligenza artificiale dei nemici, invece, si basa su un generatore di numeri casuali il che rende il movimento dei nemici meno prevedibile.

## Accoglienza
Oltre un milione di cartucce furono vendute.
Nel 1983 la rivista InfoWorld ha dichiarato che River Raid potrebbe essere il miglior gioco Atari 8-bit dell'anno mettendo in ombra giochi come Caverns of Mars. La Deseret News nel 1984 definisce River Raid come "uno dei più giocabili e divertenti giochi di guerra". Alla versione per ColecoVision dà quattro stelle, raccomandandolo a tutti i possessori di tale console. Il gioco riceve il riconoscimento di "Miglior Gioco d'Azione del 1984" e un certificato di merito nella categoria "Miglior Gioco d'Azione per Computer del 1984" al quinto Arkie Awards annuale.
La rivista Videogiochi della Jackson gli ha dedicato la copertina del numero 5 e fatto la recensione nel numero 6 nel 1983.